# 삼진식품
삼진식품 주식회사(영어: Samjin Food)는 대한민국의 식품 기업이다.

## 역사
창업주인 고 박재덕 명예회장이 영도구 봉래시장에 삼진식품 가공소로 창업하였다.
2025년 주관사를 대신증권으로 상장 예비 심사를 청구하였으냐미승인 상태가 되었다.